# Zevenhoek

Regelmatige zevenhoek

Een zevenhoek of heptagon of heptagoon is een veelhoek met zeven hoeken en evenzoveel zijden. "Hepta - έπτα" is Grieks voor zeven, "gonia - γωνία" is Grieks voor hoek. Een regelmatige zevenhoek heeft zeven gelijke zijden en zeven gelijke hoeken. De hoekpunten van de regelmatige zevenhoek liggen, zoals die van elke regelmatige veelhoek, op een cirkel, de dusgenaamde omgeschreven cirkel. De middens van de zijden liggen op de ingeschreven cirkel; ze zijn de raakpunten van de zijden aan de ingeschreven cirkel.

## Eigenschappen

### Hoekformules
De som van de binnenhoeken van een zevenhoek bedraagt altijd 900°, en volgt uit een algemene formule voor veelhoeken, waarin {\displaystyle n} het aantal hoekpunten aangeeft:
{\displaystyle \sum \alpha =(n-2)\cdot 180^{\circ }=5\times 180^{\circ }=900^{\circ }}
De hoek tussen twee naast elkaar gelegen zijden in een regelmatige zevenhoek bedraagt
{\displaystyle \alpha ={\frac {(n-2)}{n}}\cdot 180^{\circ }={\tfrac {5}{7}}\times 180^{\circ }\approx 128{,}57^{\circ }}

### Formule voor de oppervlakte A
De oppervlakte van een zevenhoek kan men berekenen door de zevenhoek te verdelen in driehoeken. In het geval van een regelmatige zevenhoek kan de oppervlakte met een eenduidige formule worden uitgedrukt in de lengte van de zijde {\displaystyle s}:
{\displaystyle A={\tfrac {7}{4}}\,s^{2}\,\cot {\frac {450^{\circ }}{7}}\approx 3{,}63391\,s^{2}}
Of uitgedrukt in de straal {\displaystyle R} van de omgeschreven cirkel:
{\displaystyle A={\tfrac {7}{2}}\,R^{2}\,\sin {\frac {360^{\circ }}{7}}\approx 2{,}73641\,R^{2}}

### Formule voor de lengte van de zijde
Men kan de lengte {\displaystyle s} van de zijde van een regelmatige zevenhoek uitrekenen uit de straal {\displaystyle R} van de omgeschreven cirkel:
{\displaystyle s=2\,R\,\sin {\frac {180^{\circ }}{7}}\approx 0{,}868\,R}

## Benaderingsconstructie regelmatige zevenhoek
De regelmatige zevenhoek is de regelmatige veelhoek met het kleinste aantal hoekpunten waarvoor geen constructie met passer en liniaal bestaat. Dit komt doordat 7 geen Fermat-priemgetal is.
Er zijn wel benaderingsconstructies die voor praktische toepassingen voldoende nauwkeurig zijn. Een zeer eenvoudig voorbeeld is de volgende, waarbij uitgegaan wordt van een cirkel die dient als omgeschreven cirkel:
1. Vanuit het middelpunt M trekt men een lijn die de cirkel snijdt in X;
2. Dan tekent men een cirkel met middelpunt X door M, die de cirkel weer snijdt in de punten A en Y;
3. AY en MX snijden elkaar in het midden H van AY;
4. Het rode lijnstuk AH is een goede benadering van de lengte van de zijde van een regelmatige zevenhoek;
5. Door om te cirkelen vinden we vanuit A de hoekpunten B tot en met G van de zevenhoek.

Om te laten zien hoe goed de benadering is, leiden we af uit de rechthoekige driehoek AHM met de stelling van Pythagoras:
{\displaystyle AH={\sqrt {MA^{2}-MH^{2}}}}
Met
{\displaystyle MA=R} ; {\displaystyle MH={\tfrac {1}{2}}R} en  {\displaystyle AH=s}
krijgt men
{\displaystyle s={\sqrt {R^{2}-\left({\tfrac {1}{2}}R\right)^{2}}}={\tfrac {1}{2}}{\sqrt {3}}\,R\approx 0{,}8660254\,R}
Bij de constructie bedraagt de fout dus:
{\displaystyle f={\frac {0{,}8660254-0{,}8677675}{0{,}8677675}}\approx -0{,}002}
De lengte van de zijde die we vinden is dus iets te kort, en bedraag ongeveer 99,8% van de werkelijke lengte. Pas vanaf een straal van zo'n 57,4 centimeter bedraagt de fout meer dan een millimeter.

## Zevenhoeken in het dagelijks leven

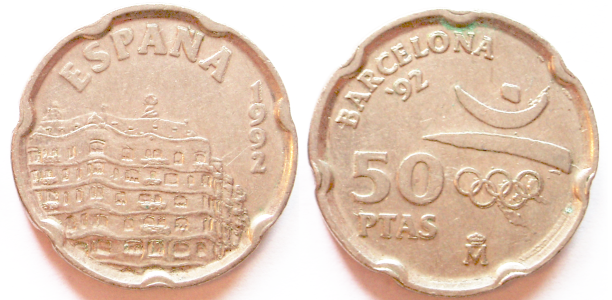
Munt van 50 peseta ter ere van de Olympische Spelen van 1992 in Barcelona.

De munt van 20 eurocent heeft zeven inkepingen, de hoekpunten van een regelmatige zevenhoek, om ze door blinden en slechtzienden makkelijker te laten onderscheiden van andere euromunten. Ook Britse munten van 20 en 50 pence hebben een zevenhoeksvorm, evenals oude Spaanse munten van 50 en 200 peseta.